# علية بنت المهدي
عُليَّة بنت مُحَمَّد المَهْدي (160 - 210 ه‍ / 777 - 825 م) هي أميرة عبَّاسية وشاعرة عربيَّة فاضلة، وهي ابنةُ خليفة، وأُخت خليفة، وعمَّةُ خُلَفاء. عُرفت عُليَّة بأنها من أجمل نساء عصرها، واشتهرت لشِعْرها وعَزفِها خصوصًا لولادتها في خلافة والدها مُحَمَّد اَلمَهديّ المعروف باهتمامه بالشِّعر والموُسيقى، مما أثَّر عَليها مُستَقبَلاً في فترة أخيها هاروُن الرَّشيد.

## النشأة
هي الأميرَة عُليَّة بنتُ مُحَمَّد اَلمَهديّ بنتُ عَبدِ الله اَلمَنْصُور بنِ مُحَمَّد بنِ عَليّ بن عَبدِ الله بن اَلعَبَّاس بنِ عَبدِ اَلمُطَّلِب اَلهاشميَّة اَلقُرَشيَّة، أمَّا والِدتها فكانت مَحظيَّة تُدعى مَكنونة، وَ كانت قد تَعلَّمت فُنون الغِناء والطَّرب، فكانت تُطرب زَوجَها أبا عَبدِ الله المهديّ بينَ الجَواري، وقَد وُلِدت عُلَيَّة في العاصِمة العَبَّاسيَّة بغداد عام 160 هـ / 777 م، أيْ بَعدَ سَنَتَين مِن وفاة جَدَّها اَلخَليفة المَنْصُور وتولِّي أبيها الخِلافة.
وحينما كان عُمرُها 8 سَنَوات توفّيَ والِدها في عام 785، فترعرعت عُليَّة على يد أخيها غير الشقيق الخليفة هارون الرشيد والذي حكم في الفترة (786-809)، كانت الأميرة عُلية مِثل أخيها غير الشقيق الأمير إبراهيم مشهورين بالعزف والشعر، وقيل إنها فاقت أخاها مهارةً كما أنها لم تكُن الأميرة الوحيدة المشهورة بتأليف الشعر والأغاني فقط بل كانت الأكثر مَوْهِبة.
كانَ في جَبينِها اتِّساع فاتَّخذت عِصابة مُكَلّلة بِالجواهِر لتَستُر جَبينِها

## الحياة العملية
وُصِفت عُليَّة بأنها امرأة بارِعة وفَطِنة وسَيَّدة ثريَّة استطاعت بسهولة أن تحظى بمكانة في مُجتَمِعها وأن تَجِد لاسمِها اهتِماما، وبالرغم من أنها كانت تَميل إلى تَجَنُّب أن يكون لها دور بارز في الحياة العامة ومُخالَطةِ النَّاس، كَما تُشير بَعض الرِّاويات إلى تديُّنِها وحِرصِها على أداء الالتِزام الدينيّ.

## ديوان الشِّعر
لديها عَدد كَبير من الشِّعر الذي تَميَّزت بِه، ومِمَّا قالَتْه عن الحُب:
كَتَمتُ اسمَ الحَبيبِ عَنِ العِبادِ .. وَرَدَّدتُ الصَبابَةَ في فُؤادي
فَوا شَوقي إِلى نادٍ خَلِيٍّ ... لَعَلّي بِاسمِ مَن أَهوى أُنادي
وتقول كذلك في قَصيدة مُناجاة إلى الله:
أَيا رَبِّ حَتّى مَتى أُصرَعُ؟ ... وَحَتّامَ أَبكي وَأستَرجِعُ؟
لَقَد قَطَّعَ اليَأسُ حَبلَ الرَجاءِ ... فَما في وِصالِكَ لي مَطمَعُ
بُليتُ بِقَلبٍ ضَعيفِ القُوى ... وَعَينٍ تَضُرُّ وَلا تَنفَعُ
إِذا ما ذَكَرتُ الهَوى وَالمُنى ... تَحَدَّرَ مِن جَفنِها أَربُعُ

## حياتِها الشخصية
تَزوَّجت من ابنِ عَمِّها الأمير موُسى بنُ عيسى اَلعَبَّاسيّ، وأنجَبَت مِنهُ الأَميران اَلعَبَّاس وإسحاق.

## وفاتها
توفيت سنة 210 هـ / 825 م عن عُمر 48 عاماً في العَاصِمة اَلعَبَّاسيَّة بغداد وصلّى عليها ابنُ أخيها الخَليفة عَبدُ الله اَلمأموُن.

## وصلات خارجية
- علية بنت المهدي - موقع الحكواتي